# Zwarte buulbuul
De zwarte buulbuul (Hypsipetes madagascariensis) is een zangvogel uit de familie van de buulbuuls (Pycnonotidae).

## Kenmerken
De bovendelen zijn zwart met een groenig waas, de onderdelen zijn zwart met een groenig waas. Snavel en poten zijn koraalrood, ook de binnenkant van de snavel en de tong zijn oranjerood. De lichaamslengte bedraagt 23 cm.

## Leefwijze
Hun voedsel bestaat hoofdzakelijk uit bessen en vruchten, waaronder vooral die van de talrijke Ficus-soorten, maar ook kevers en insecten staan op het menu.

## Voortplanting
Deze paarsgewijs levende vogels nestelen meestal in bergwouden, maar er worden ook in het laagland en zelfs in boomgaarden wel enkele paartjes aangetroffen. De nesten zijn komvormig en gemaakt van bladeren, grashalmen en dunne twijgjes, van buiten met spinrag verstevigd en inwendig met zachte stoffen bekleed. Nesten werden op 8 tot 12 meter boven de grond gebouwd. Een legsel bestaat meestal uit 3 tot 4 witte eitjes met roodbruine vlekjes. In de zomer worden er nooit meer dan 4 tot 6 vogels bij elkaar gezien, gedurende de wintermaanden vormen ze groepen van 100 en meer vogels.

## Verspreiding en leefgebied
Deze vogel komt voor in bossen op Madagaskar en omliggende eilanden en telt drie ondersoorten:
- H. m. madagascariensis: Madagaskar en de eilandengroep de Comoren.
- H. m. grotei:  de eilandengroep de Glorieuzen.
- H. m. rostratus: de Aldabra-eilanden.

## Status
De grootte van de populatie is niet gekwantificeerd maar de soort wordt omschreven als algemeen tot zeer algemeen. Op de Rode lijst van de IUCN heeft deze soort de status niet bedreigd.